# Iglesia de San Agustín (Santiago de Chile)
La Iglesia de San Agustín (también conocida como Iglesia de los Agustinos y, oficialmente, Templo de Nuestra Señora de Gracia) es un templo católico de la Provincia Chilena de la Orden de San Agustín en el centro histórico de la ciudad de Santiago, la capital de Chile.
La iglesia y su convento son la primera fundación de la orden desde su llegada a Chile en 1595, y han tenido un papel relevante en el desarrollo histórico, educacional, religioso y artístico de dicho país. La construcción actual data de 1608, siendo esta la segunda iglesia más antigua de Chile después de la de San Francisco. En su interior se encuentra la primera imagen tallada de Cristo de Chile, conocido popularmente como «Cristo de Mayo», que dio origen a una procesión que se constituye como la tradición más antigua del país. Asimismo, los frailes agustinos trajeron con su llegada la devoción a la Virgen del Carmen, que en la actualidad está ampliamente difundida.

## Historia

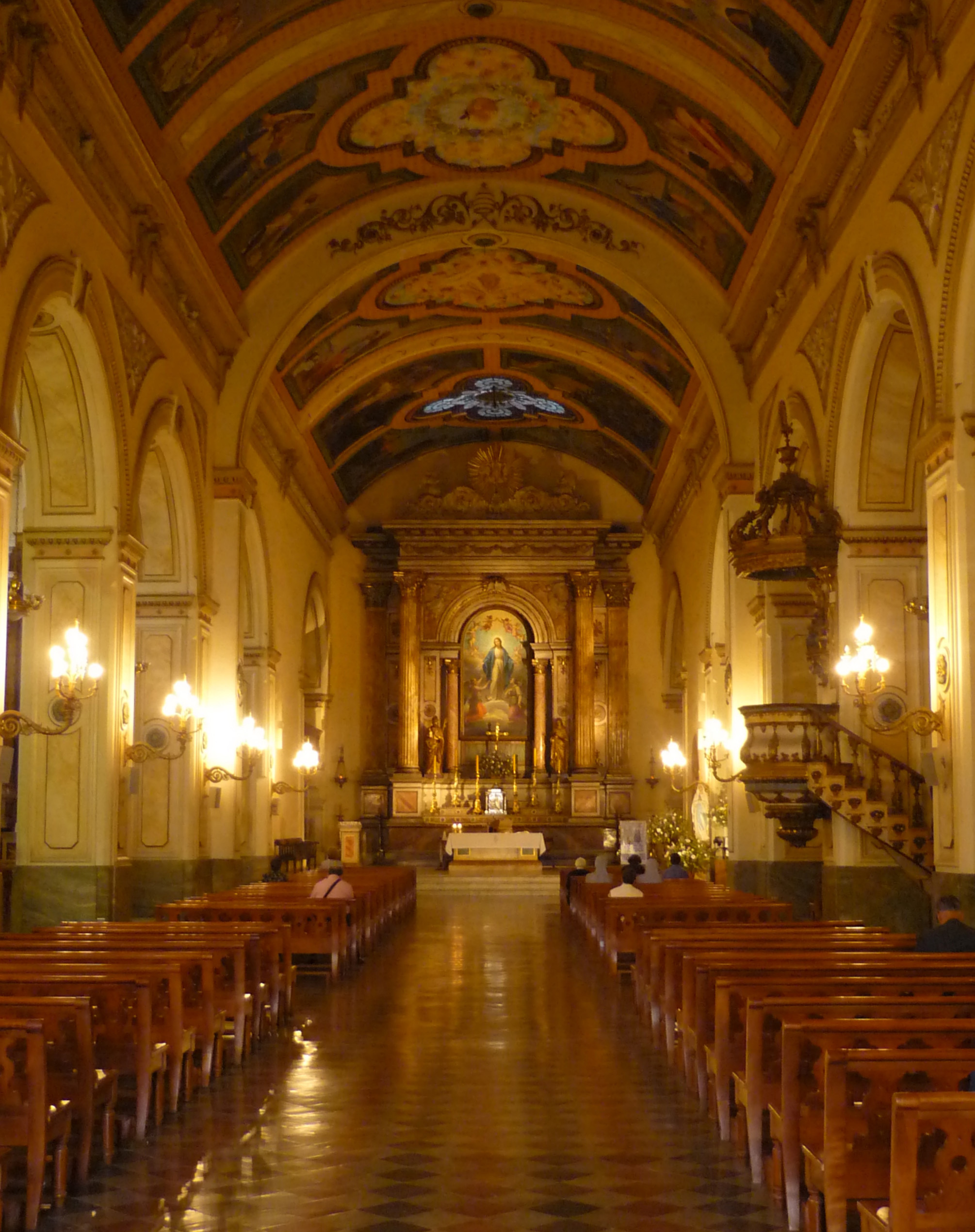
Interior del templo.

### Fundación
El 16 de febrero de 1595 desembarcaron en Valparaíso los primeros seis frailes agustinos provenientes de Perú luego que el rey Felipe II de España encomendara a la Provincia agustina de Perú la misión de fundar una casa en el territorio chileno. A su llegada los frailes fueron acogidos por los religiosos de la mercedarios en su convento de la capital mientras buscaban un lugar para realizar la fundación.
La primera opción que surgió fue en las casas donadas por el Maestre de Campo Miguel de Silva ubicadas a una cuadra de la Plaza de Armas de Santiago. Sin embargo, los frailes dominicos lograron que esta no se llevara a cabo alegando que no cumplía las exigencias de distancia mínima entre dos fundaciones religiosas.
Los herederos de Francisco de Riberos ofreció vender su casa y la de sus hermanos ubicadas entre las actuales calle Agustinas (llamada así por el convento de la rama femenina de la Orden), el paseo peatonal Estado, la calle Moneda y la calle San Antonio en un valor de 4.000 pesos.
El convento se fundó el 31 de marzo de 1595, lugar que ocupa hasta hoy. La construcción del templo actual comenzó en 1608 bajo la advocación de Nuestra Señora de Gracia.

### Terremotos y reconstrucciones

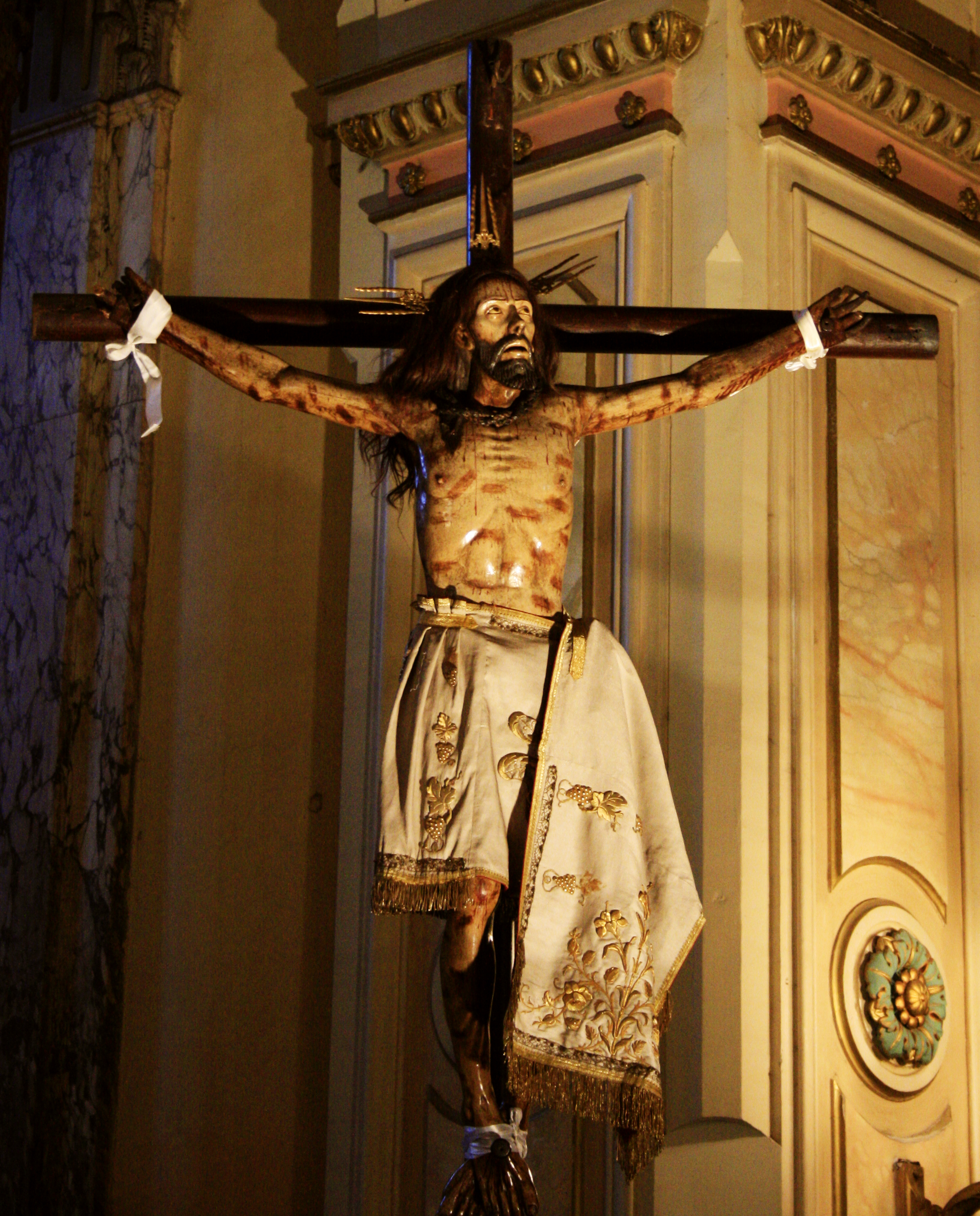
Escultura del Cristo de Mayo que se conserva en la iglesia desde 1613.

El 13 de mayo de 1647 se registró en Santiago un gran terremoto que destruyó gran parte de la ciudad. Se calcula que se perdió dos tercios del recién terminado templo exceptuando el muro que exhibía a la escultura del Señor de la Agonía. Dicho evento fue catalogado como milagroso y se realizó un procesión espontánea cuya tradición se mantiene vigente como la Procesión del Cristo de Mayo.
Aunque disminuida en tamaño y en altura esta vez se levantaría más sólida y se le agregaría un claustro, pero la construcción sería tan lenta que al año 1730 aún no está terminada cuando Santiago sufrió otro terremoto de proporciones. El terremoto del 8 de julio de 1730 sólo afecto el respaldo del presbiterio y, en menor medida, a las torres de la Iglesia.
La iglesia fue restaurada en 1738 después de ocho años.

### Restauraciones y enajenamientos

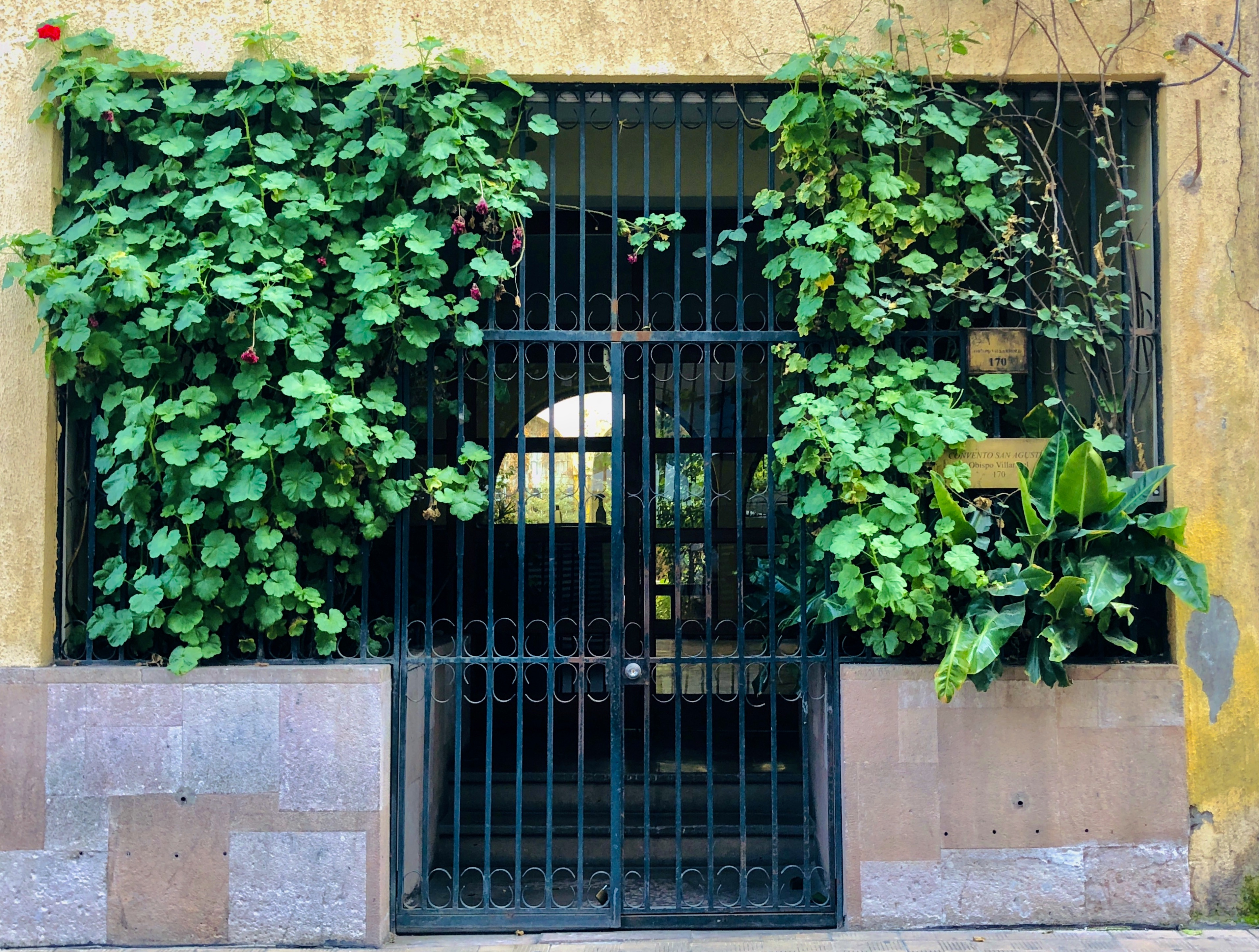
Entrada actual al convento por Obispo Villarroel, con el claustro y jardín en el fondo.

En 1850 se empieza la labor de restaurar el templo debido a los deterioros sufridos durante la ocupación que tuvo durante la Independencia, las expropiaciones y las crisis administrativas. Tiene especial relevancia la intervención de Fermín Vivaceta, quien agregó las nuevas torres, y la construcción de un nuevo frontis de estilo neoclásico, compuesto por un pórtico de cuatro columnas.
Haciéndose necesario una nueva casa para el noviciado, en 1882 al interior del convento se construye un edificio que contaba con un patio claustral, tres salas de clases, una capilla, un cuarto para baños, dos grandes salones, quince celdas para los coristas y una para el Maestro de Novicios, una enfermería y una biblioteca.
A principios del siglo XX el convento aun ocupaba toda la manzana comprendida entre las calles Estado, Agustinas, San Antonio y Moneda.
El 30 de junio de 1922 el convento enajenó la parte situada en la sección sur-poniente (Moneda con Estado) a la Caja Nacional de Ahorros. En 1953 se construyó el edificio "Mayorazgo" en el vértice nor-oriente del terreno (calles Agustinas y San Antonio) comenzando así la demolición de los antiguos claustros. Luego, en 1978, se venden terrenos para la construcción del centro comercial "Paseo San Agustín" y en 1992 se demuele el último fragmento de la parte más antigua del convento para construir la nueva Curia Provincial.